# FSP Group
FSP Group è un'azienda taiwanese fondata nel 1993, produttrice di dispositivi per l'alimentazione elettrica per uso domestico e industriale.
Quinto produttore mondiale nel settore, produce alimentatori per computer, adattatori di corrente per i portatili e schede di alimentazione per i televisori LCD.